# 바쿠온!!
《바쿠온!!》(ばくおん!!)은 오리모토 미마나가 그린 일본의 만화 작품이다. 〈월간 영 챔피언 레츠〉(아키타 쇼텐)에서 2011년 No.3부터 연재 중이다. 또, 〈영 챔피언〉(동사 간행) 2013년 No.13에서는 출장판이 게재되었다. 캐치카피는 표어는 「있을 것 같지 않은 "여고생×바이크"가 주는 상쾌 하이텐션 학원 코미디」.
2015년 5월에 발매된 단행본 6권의 띠지에서 애니메이션화가 발표되어, 2016년부터 4월부터 6월까지 방영되었다.

## 단행본
- 오리모토 미마나 《바쿠온!!》아키타 쇼텐〈영 챔피언 레츠 코믹스〉, 7권 간행 (2016년 3월 18일 현재)
  1. 2012년 3월 19일 발매 ISBN 978-4-253-25626-1
  2. 2012년 10월 19일 발매 ISBN 978-4-253-25627-8
  3. 2013년 6월 20일 발매 ISBN 978-4-253-25628-5
  4. 2013년 12월 20일 발매 ISBN 978-4-253-25629-2
  5. 2014년 8월 20일 발매 ISBN 978-4-253-25630-8
  6. 2015년 5월 20일 발매 ISBN 978-4-253-25631-5
  7. 2016년 3월 18일 발매 ISBN 978-4-253-25632-2
    - 한정특장판 ISBN 978-4-253-18189-1

## 애니메이션
먼저, 2016년 3월에 발매된 단행본 7권에 OVA가 수록된 DVD 부록 특장판을 발매했다.
2016년 4월부터 6월까지 TOKYO MX・선 TV・BS11 외에서 TV 시리즈가 방영되었다.

### 주제가
오프닝 테마 「FEEL×ALIVE」
노래 - 사사키 사야카
엔딩 테마 「ぶぉん！ぶぉん！らいど・おん！」(부웅! 부웅! 라이드 온!)
노래 - 사쿠라 하네(우에다 레이나), 스즈노키 린(토야마 나오), 아마노 온사(우치야마 유미), 미노와 히지리(야마구치 리카코)

### 각화 리스트
| 화수   | 일본어 부제      | 번역 부제     | 각본                           | 그림 콘티                             | 연출                       | 작화감독 | 메카 작감                                              | 총작화감독                                  | 원작                   | 아이캐치 바이크                 |
| ------ | ---------------- | ------------- | ------------------------------ | ------------------------------------- | -------------------------- | --- | ------------------------------------------------------ | ------------------------------------------- | ---------------------- | ------------------------------- |
| 제1화  | にゅうぶ!!       | 입부!!        | 스나야마 쿠라스미 (砂山蔵澄)   | 니시무라 쥰지 (西村純二)              | 하라다 나나 (原田奈奈)     | 니이 마나부 (仁井学) 무라타니 타카시 (村谷貴志)                                                                                             | 미즈무라 요시오 (水村良男)                             | 스기모토 이사오 (杉本功)                    | 제1화 - 제3화          | HONDA CB1300 SUPER BOLD'R       |
| 제2화  | がっこう!!       | 학교!!        | 스나야마 쿠라스미 (砂山蔵澄)   | 소노다 마사히로 (園田雅裕)            | 소노다 마사히로 (園田雅裕) | 무라타니 타카시 코미토 유키요(小美戸幸代) 이모토 카즈아키(井元一彰) 하타노 요시츠구(秦野好紹)                                               | 미즈무라 요시오 (水村良男)                             | 스기모토 이사오 (杉本功)                    | 제4화 - 제6화          | SUZUKI GSX-S1000 ABS            |
| 제3화  | でびゅー!!       | 데뷔!!        | 스나야마 쿠라스미 (砂山蔵澄)   | 키쿠치 카츠야 (菊池カツヤ)            | 미야하라 슈우지 (宮原秀二) | 사이토 다이스케(斎藤大輔) 시마부쿠로 토모카즈(島袋智和) 이카이 카즈유키(飯飼一幸) 마츠시타 쥰코(松下純子) 시게마츠 신이치(重松しんいち)     | 미즈무라 요시오 (水村良男)                             | 스기모토 이사오 니이 마나부                 | 제7화 - 제9화          | YAMAHA YZF-R25                  |
| 제4화  | おんせん!!       | 온천!!        | 니시무라 쥰지 (西村純二)       | 모리 쿠니히로(森邦宏)                 | 모리 쿠니히로(森邦宏)      | 코미토 유키요 오카자키 히로미(岡崎洋美) 후쿠치 토모키(福地友樹) 코마츠 카나에(小松香苗) 오오카와 미호코(大川美穂子) 미우라 마사코(三浦雅子) | 미즈무라 요시오 (水村良男)                             | 스기모토 이사오 무라타니 타카시             | 제10화 - 제12화        | DUCATI 959 PANIGALE             |
| 제5화  | つーりんぐ!!     | 투어링!!      | 니시무라 쥰지 (西村純二)       | 이시구라 켄이치 (石倉賢一)            | 하라다 나나                | 오사와 미나(大沢美奈) 마츠오카 히데아키(松岡秀明) 나카모토 나오(中本尚) 사노 에리(佐野恵理) 시마다 히데아키                                 | 미즈무라 요시오 (水村良男)                             | 스기모토 이사오 니이 마나부                 | 제13화 - 제16화        | KAWASAKI Z125PRO                |
| 제6화  | じゅんび!!       | 준비!!        | 오오쿠보 토모야스 (大久保智康) | 소노다 마사히로                       | 소노다 마사히로            | 나가이 타이헤이(永井泰平) 토쿠가와 에리(徳川恵梨) 신형식                                                                                    | 미즈무라 요시오 (水村良男)                             | 스기모토 이사오 무라타니 타카시             | 제18화 - 제20화        | HONDA GIORNO                    |
| 제7화  | ぶんかさい!!     | 문화제!!      | 오오쿠보 토모야스 (大久保智康) | 미우라 타케히로                       | 미우라 타케히로            | 사노 타카오(佐野隆雄) 金甫晃 이카이 카즈유키 시마부쿠로 토모카즈 시게마츠 신이치 츠카모토 아유무(塚本歩)                                    | 미즈무라 요시오 (水村良男)                             | 스기모토 이사오 니이 마나부                 | 제21화 - 제23화        | SUZUKI HAYABUSA                 |
| 제8화  | ふゆやすみ!!     | 겨울방학!!    | 니시무라 쥰지                  | 우카이 유우키 (鵜飼ゆうき) 홍요(紅優) | 오바 히데아키 (大庭秀昭)   | 타니구치 시게노리(谷口繁則) 이마이즈미 류타(今泉竜太) 노무라 미오리(野村美織) 와타나베 잇페이타(渡辺一平太)                                 | 미즈무라 요시오 치카 요시미 (静佳見)                   | 스기모토 이사오 무라타니 타카시             | 제24화 - 제26화 제28화 | YAMAHA TRICITY MW125            |
| 제9화  | しんにゅうせい!! | 신입생!!      | 스나야마 쿠라스미              | 모리 쿠니히로                         | 모리 쿠니히로              | 코미토 유키요 후쿠치 토모키 오카자키 히로미 타카사키 유리(高崎由利) 사노 에리                                                               | 미즈무라 요시오                                        | 스기모토 이사오 니이 마나부                 | 제29화 제31화 - 제32화 | DUCATI XDIAVEL S                |
| 제10화 | こうはい!!       | 후배!!        | 오오쿠보 토모야스              | 이시구라 켄이치                       | 이와타 요시히코 (岩田義彦) | 핫토리 마스미(服部益実) 마스이 잇페이(桝井一平) 신형식 시미즈 케이조(清水恵蔵)                                                              | 미즈무라 요시오                                        | 스기모토 이사오 니이 마나부                 | 제34화 - 제35화 제38화 | KAWASAKI Ninja ZX-10R           |
| 제11화 | じてんしゃ!!     | 자전거!!      | 니시무라 쥰지                  | 소노다 마사히로                       | 소노다 마사히로            | 사노 타카오 야마모토 미치코(山本径子) 이카이 카즈유키 시게마츠 신이치 키요야마 시게타카(清山滋崇) 미나미 신이치로(南伸一郎)                 | 미즈무라 요시오                                        | 스기모토 이사오 니이 마나부                 | 제33화 제30화 제42화   | Kabuto KAZAMI Arai RX-7X (헬멧) |
| 제12화 | もしものせかい!! | 만약의 세계!! | 스나야마 쿠라스미              | 이시구라 켄이치 니시무라 쥰지         | 오바 히데아키              | 나카야마 유미(中山由美) 코미토 유키요 오카자키 히로미 미우라 마사코 니노미야 나나코(二宮奈那子) 미우라 타케히로                             | 미즈무라 요시오 테라오 히로유키 (寺尾洋之) 치카 요시미 | 스기모토 이사오 무라타니 타카시 사노 타카오 | 제39화 제44화          | -                               |

### BD / DVD
| 권 | 발매일                | 수록화          | 규격품번  | 규격품번  |
| 권 | 발매일                | 수록화          | BD        | DVD       |
| -- | --------------------- | --------------- | --------- | --------- |
| 1  | 2016년 6월 21일       | 제1화 - 제2화   | GNXA-1781 | GNBA-2441 |
| 2  | 2016년 7월 22일       | 제3화 - 제4화   | GNXA-1782 | GNBA-2442 |
| 3  | 2016년 8월 24일       | 제5화 - 제6화   | GNXA-1783 | GNBA-2443 |
| 4  | 2016년 9월 28일       | 제7화 - 제8화   | GNXA-1784 | GNBA-2444 |
| 5  | 2016년 10월 20일      | 제9화 - 제10화  | GNXA-1785 | GNBA-2445 |
| 6  | 2016년 11월 18일 예정 | 제11화 - 제12화 | GNXA-1786 | GNBA-2446 |

### 웹 라디오
《바쿠온!! RADIO 레이나와 리카코의 방과후 풀 스로틀!!》(ばくおん!!RADIO 麗奈と立花子の放課後フルスロットル!!)의 타이틀로 2016년 4월 11일부터 온센에서 방송될 예정이다. 매주 월요일에 갱신. 퍼스널리티는 우에다 레이나(사쿠라 하네 역)와 야마구치 리카코(미노와 히지리 역).

## 같이 보기
- 케이온! - 《케이온!》을 오마주한 부분이 곳곳에 보인다.